# Esteve Lecapè
Esteve Lecapè, en grec antic Στέφανος Λακαπηνός, nascut l'any 910 i mort el 18 d'abril del 963, va ser el segon fill de Romà Lecapè i de Teodora.
Esteve i el seu germà Constantí Lecapè van ser associats a l'Imperi Romà d'Orient pel seu pare el 25 de desembre de l'any 924. A l'Imperi ja hi havia dos emperadors associats, Cristòfol Lecapè, un germà més gran que va morir jove, i Constantí VII de la Dinastia macedònia, el seu cunyat, casat amb Helena Lecapena.
Amb el seu germà Constantí Lecapè, el desembre de l'any 944 van deposar l'emperador Romà Lecapè i el van enviar a l'exili. Unes setmanes més tard, davant de les protestes del poble, Constantí VII els va deposar i van ser exiliats al seu torn. Esteve va viure a l'illa de Lesbos, on va morir l'any 963.